# Bitva u Strauchova dvora
Bitva u Strauchova dvora (případně u Strachova dvora) se odehrála 4. srpna 1423 nedaleko Hradce Králové pravděpodobně v místech dnešní městské čtvrti Kukleny. Vojsko východočeského husitského svazu vedené slepým hejtmanem Janem Žižkou z Trocnova zde porazilo armádu složenou z příslušníků svazu pražských měst v čele s bývalým Žižkovým spojencem Divišem Bořkem z Miletínka. Poprvé v historii husitských válek tak proti sobě stanula dvě znepřátelená husitská vojska, slovy letopisce to bylo poprvé, kdy šla archa proti arše.

## Předehra
Počátkem roku 1423 se za dosud ne zcela jasných okolností rozešel slepý hejtman Jan Žižka s některými předáky táborské obce a své působiště přesunul do východních Čech. V polovině června pak využil nepřítomnosti pražského vojska, které se právě zdržovalo na Moravě, a ve spolupráci s radikálním knězem Ambrožem ovládl Hradec Králové. Město formálně náleželo pod vrchní velení hejtmana východočeských měst pražského svazu Diviše Bořka z Miletínka, šlechtice, jenž donedávna společně s Žižkou vojensky operoval na Bydžovsku, kde v dubnu porazili oddíly Čeňka z Vartenberka v bitvě u Hořic. V Hradci Králové získalo Žižkovo nové bratrstvo první městskou základnu, k níž se brzy připojily Jaroměř a Dvůr Králové. Jakmile se pražané dozvěděli o ztrátě jedné ze svých mocenských základen, zastavili moravské tažení a v čele s Divišem Bořkem z Miletínka, Haškem z Valdštejna a Hynkem z Kolštejna se obrátili zpět do Čech. U Kunětické hory se posléze spojili s oddíly nymburského hejtmana Pušky z Kunštátu a Hynka Krušiny z Lichtenburka, které do pole povolala nově zvolená pražská městská rada, a společně vyrazili k Hradci Králové.

## Bitva
Žižka byl o pohybu protivníka dobře informován a rozhodl se s ním střetnout v otevřeném poli nedaleko hradeckých hradeb. Přestože prameny uvádějí místo bitvy pouze orientačně, je pravděpodobné, že to bylo mírné návrší poblíž usedlosti Strauchův (nebo Strachův) dvůr, které královéhradecký historik Jaroslav Šůla situoval do západní části dnešní městské čtvrti Kukleny. O bitvě samotné hovoří poměrně malé množství pramenů, jež lze převážně nalézt v díle, které historik František Palacký publikoval pod souhrnným názvem Staré letopisy české. Lakonicky se o bitvě dále zmiňuje i katolický voják Bartošek z Drahonic. 
| „                             | A bratr Žižka s Hradeckými vytáhl proti nim z města; i stal se jest boj u Strachova dvoru mezi stranami; a šla archa proti arše. A Pražané utekú, poražení jsúce od Žižky na tom poli; a tu ztepú drahně lidu a jmú jich na dvě stě. A Diviš ujel se svými na Horu. A toho kněze, ježto nesl archu z pražské strany, Žižka zabil ho palcátem. A to se stalo v středu před sv. Vavřincem. | “ |
| — Ze starých letopisů českých | |   |

| „                                  | Léta téhož pan Diviš, vrátiv se z Moravy, pojav s sebú pražany, i táhl k Hradci a bratr Žižka vytáhl proti němu z města, i stal se boj tu u Strachova dvoru. A šla archa proti arše a toho kněze, kterýž nesl archu boží z strany pražské, Žižka zabil palcátem a Diviš s svými ujel na Horu a jiní utekú pryč. A to se dálo v středu před sv. Vavřincem. | “ |
| — Staré letopisy české – rukopis B | |   |

| „                                  | Téhož léta pan Diviš a pražané přitáhli k Hradci a Žižka vytáhl proti nim z Hradce s obcí a byl jest boj v ten den před svatým Vavřincem u Strachova dvoru. A tu bylo zbito pražan velmi mnoho; a toho kněze pražského, ješto nesl tělo boží, zabil Žižka palcátem. A dvě stě jich zjímaných přivedli na miesto. A ty kořisti skladli do jednoho domu, i pokradli z těch kořistí etc. jedni před druhými, a ostatek pak toho lúpeže, což zuostalo po tom krádeři, vynesli na obec i spálili. | “ |
| — Staré letopisy české – rukopis S | |   |

| „                     | Léta Páně 1420 kolem Božího těla porazil Žižka se svými bojovníky pražany poblíž Hradce. | “ |
| — Bartošek z Drahonic |                                                                                          |   |

 Podle těchto údajů tedy lze předpokládat, že Žižka postavil vozovou hradbu tak, aby nepřátelům blokoval přístup k Hradci Králové od Kunětické hory i od Prahy. O průběhu střetnutí se lze jen dohadovat, je však patrné, že pražané utrpěli výraznou porážku, při níž se Hradečtí zmocnili značné kořisti a získali na dvě stovky zajatců. Zajímavým a historiky často různě vysvětlovaným postřehem je konstatování, že Žižka zabil pražského kněze, který nesl archu, tedy schránku s posvěcenou hostií, které husité nosili přímo do bitev. Informace by mohla naznačovat, že hejtmanovi po zranění u hradu Rábí zůstal alespoň nepatrný zbytek zraku, tedy tzv. slepecké vidění, které mu umožňovalo vnímat obrysy okolí do několika metrů.

## Důsledky
Po bitvě se příslušníci poraženého vojska rozjeli na všechny strany. Diviš Bořek z Miletínka uprchl do Kunětické hory a Hašek z Valdštejna zamířil pravděpodobně do Kolína. Žižka obratem využil strategicky vhodné situace a obsadil město Čáslav, kde byl s největší pravděpodobností připraven stejný převrat jako v Hradci Králové. V následujících dnech pak pronikl ke Kutné Hoře (13. srpen), kde dosadil losem vybranou radu a vrátil se zpět k Čáslavi, kterou záhy oblehli znovu zformovaní pražané. Jejich akce však byla neúspěšná, a po několikadenních šarvátkách ustoupili ke Kutné Hoře.  Přestože město záhy ovládli, nebyla tato ztráta pro východočeské husity nijak výrazná. V konečném důsledku se díky náležitému využití vítězství u Strauchova dvora podařilo Janu Žižkovi natolik rozšířit řady svého svazu, aby se v dalších měsících odvážil výpadu na Moravu.